# Mojżesz Mohyła
Mojżesz Mohyła (rum. Moise Movilă; ur. 1595, zm. 1661) – hospodar Mołdawii, w latach 1630–1632 i 1633–1634, z rodu Mohyłów.

## Życiorys
Był synem hospodara Szymona Mohyły, ostatnim z Mohyłów na mołdawskim tronie hospodarskim. Mimo propolskiego nastawienia uzyskał tron mołdawski w 1630, po usunięciu Aleksandra Dziecięcia.
Usunięty na rzecz protureckiego Aleksandra Eliasza powrócił na tron po śmierci zamordowanego przez Turków Mirona Barnowskiego-Mohyły. Stłumił wówczas bunt bojarów pod wodzą Bazylego Lupu.
W czasie wojny turecko-polskiej w latach 1633–1634 zaczął jednak działać na niekorzyść Turcji, wobec czego został usunięty z tronu i zbiegł do Polski, gdzie spędził resztę życia.